# Yū Darvish
Sefat Farid Yū Darvish (jap. ダルビッシュ有 Darubisshu Yū; ur. 16 sierpnia 1986) – japoński baseballista występujący na pozycji miotacza w San Diego Padres.

## Przebieg kariery
Darvish zawodową karierę rozpoczął w zespole Hokkaido Nippon-Ham Fighters z Nippon Professional Baseball, w którym występował od 2005 do 2011 roku. W tym czasie dwukrotnie został wybrany MVP Pacific League (2007, 2009), otrzymał nagrodę Eiji Sawamura Award dla najlepszego miotacza w NPB, zwyciężył w Asia Series i wybrany najbardziej wartościowym zawodnikiem tego turnieju (2006) i pięciokrotnie wystąpił w Meczu Gwiazd (2007–2011). W 2008 był w składzie reprezentacji Japonii na igrzyskach w Pekinie, zaś rok później wystąpił na turnieju World Baseball Classic, na którym zdobył złoty medal.
W styczniu 2012 podpisał sześcioletni kontrakt wart 60 milionów dolarów z Texas Rangers. W Major League Baseball zadebiutował 9 kwietnia 2012 w meczu przeciwko Seattle Mariners, w którym zaliczył zwycięstwo. 20 czerwca 2012 w meczu międzyligowym z San Diego Padres na Petco Park zaliczył pierwsze w MLB uderzenie. W lipcu 2012 po raz pierwszy został powołany do All-Star Game.
2 kwietnia 2013 w meczu przeciwko Houston Astros był bliski rozergania perfect game; po wyeliminowaniu 26 pałkarzy oddał uderzenie, single, które zaliczył Marwin Gonzalez. W sezonie 2013 zwyciężył w lidze w klasyfikacji strikeoutów (277) i zajął drugie miejsce w głosowaniu do nagrody Cy Young Award.
9 maja 2014 w spotkaniu z Boston Red Sox był o jeden aut od rozegrania no-hittera, jednak single zaliczył David Ortiz. 11 czerwca 2014 w meczu między ligowym z Miami Marlins zanotował pierwszy w MLB complete game shutout.
5 marca 2015 podczas meczu rozegranego w ramach spring training przeciwko Kansas City Royals odnowiła mu się kontuzja łokcia i zmuszony był przejść operację Tommy’ego Johna, co wykluczyło go z gry do końca sezonu 2015. Po raz pierwszy po kontuzji zagrał 28 maja 2016 w spotkaniu z Pittsburgh Pirates, notując zwycięstwo.
31 lipca 2017 w ramach wymiany zawodników przeszedł do Los Angeles Dodgers. 13 lutego 2018 podpisał sześcioletni kontrakt z Chicago Cubs. W grudniu 2020 w ramach wymiany przeszedł do San Diego Padres.

## Nagrody i wyróżnienia
| Nippon Professional Baseball | Nippon Professional Baseball | Nippon Professional Baseball |
| ---------------------------- | ---------------------------- | ---------------------------- |
| Nagroda/wyróżnienie          | Lata                         | Źródło                       |
| 5× All-Star                  | 2007, 2008, 2009, 2010, 2011 | [ 1 ]                        |
| 2× MVP Pacific League        | 2007, 2009                   | [ 1 ]                        |
| Eiji Sawamura Award          | 2007                         | [ 1 ]                        |
| 2× Mitsui Golden Glove Award | 2007, 2008                   | [ 1 ]                        |
| 2× Best Nine Award           | 2007, 2009                   | [ 1 ]                        |
| Major League Baseball        |                              |                              |
| Nagroda/wyróżnienie          | Lata                         | Źródło                       |
| 4× All-Star                  | 2012, 2013, 2014, 2017       | [ 6 ]                        |